# Cathédrale de la Sainte-Trinité d'Addis-Abeba
Pour les articles homonymes, voir Cathédrale de la Sainte-Trinité.
 (mars 2017).
Si vous disposez d'ouvrages ou d'articles de référence ou si vous connaissez des sites web de qualité traitant du thème abordé ici, merci de compléter l'article en donnant les références utiles à sa vérifiabilité et en les liant à la section « Notes et références ».
La cathédrale de la Sainte-Trinité d’Addis-Abeba est une église éthiopienne orthodoxe située dans la capitale. L’architecture de la cathédrale est de style européen, tandis que les murs internes et les vitraux présentent des œuvres de style traditionnel éthiopien. L'église a été le lieu de grandes cérémonies, notamment l'intronisation des patriarches de l'Église orthodoxe éthiopienne et le sacre de nombreux archevêques et évêques.

## Historique

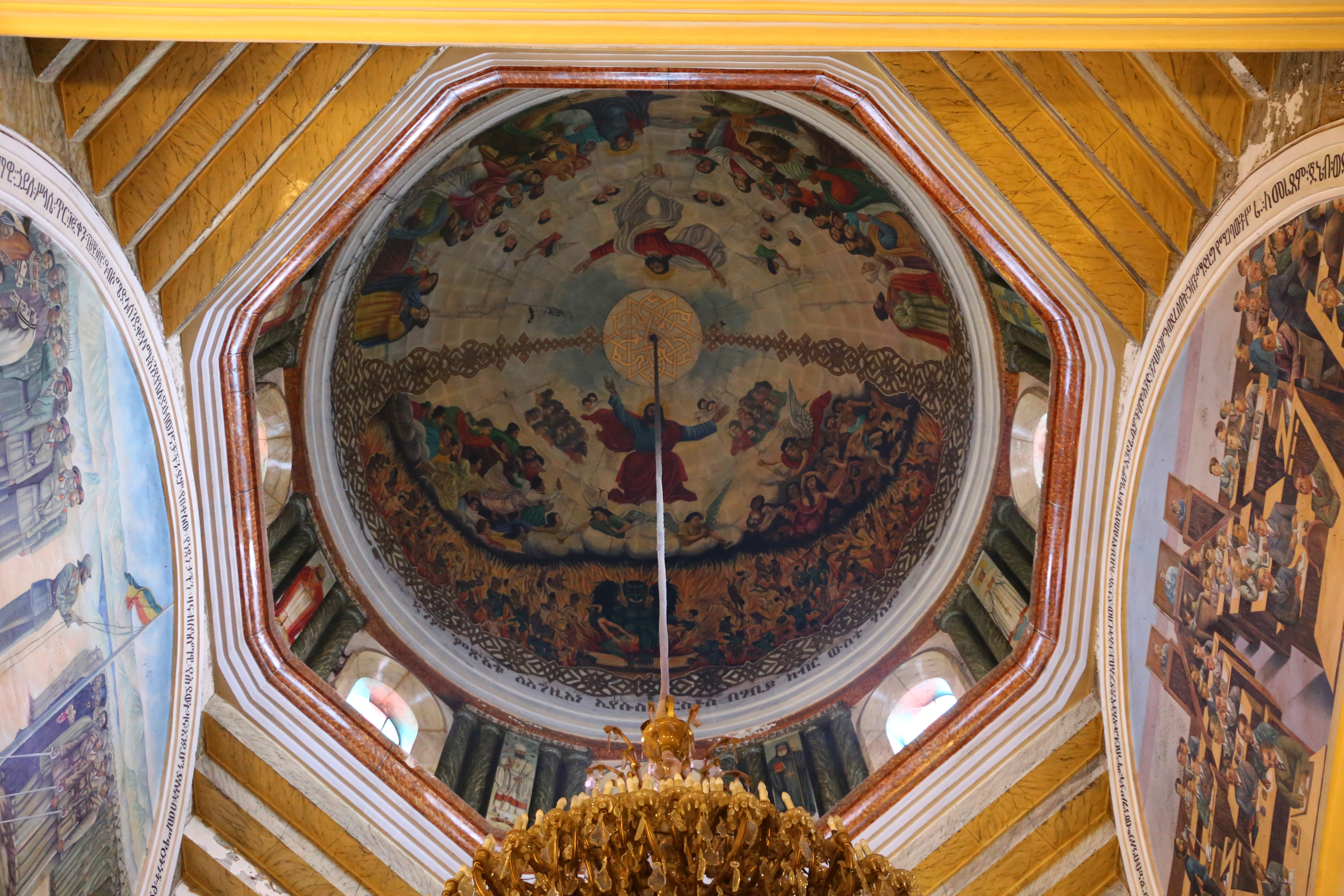
Décoration de la coupole.

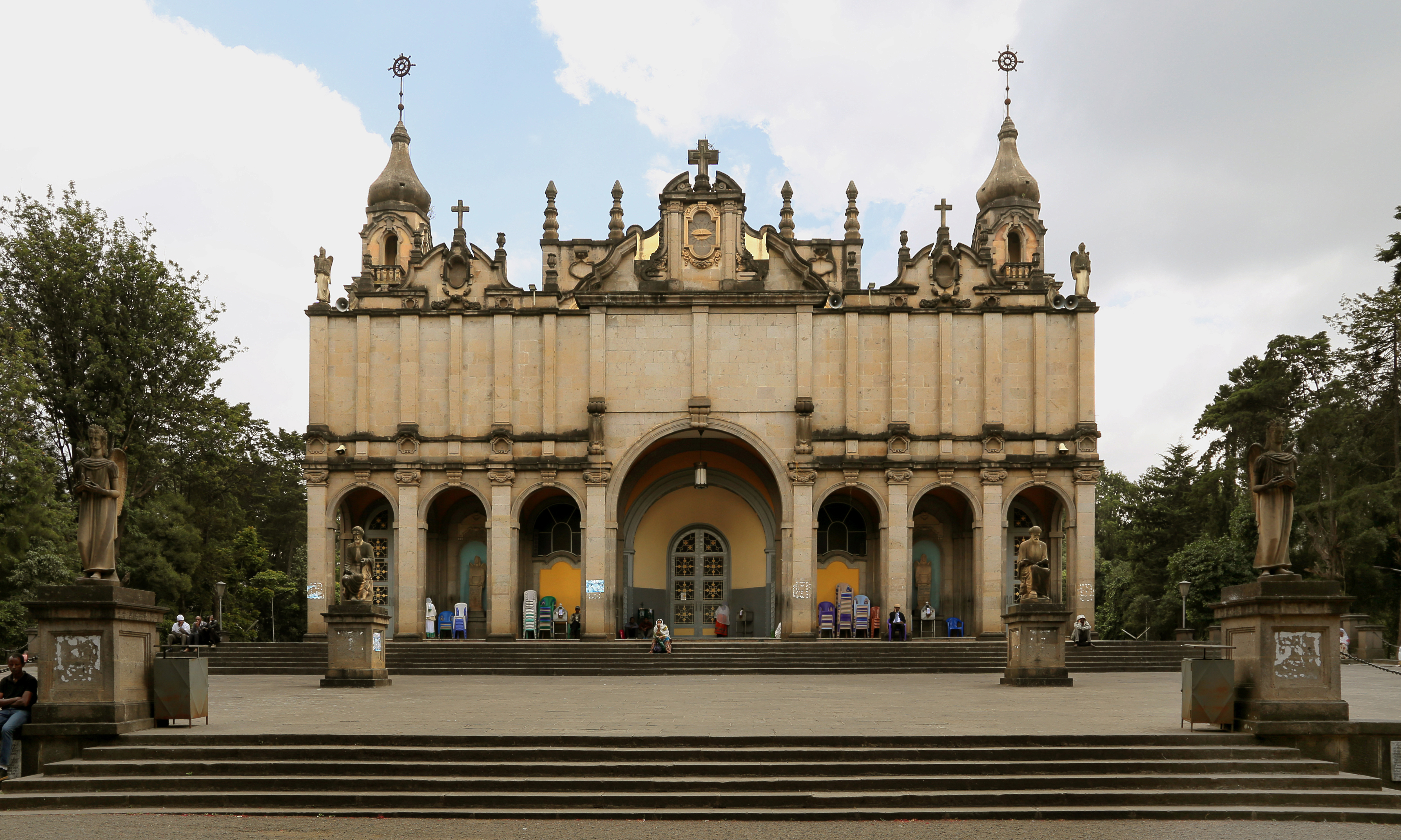
Façade de la cathédrale.

L’église a été fondée par l’empereur Menelik II alors qu’il venait de changer l’emplacement de la capitale impériale la déplaçant du mont Entoto vers Addis-Abeba. À l’origine, l’église fut construite en bois, ornée de sculptures de grande qualité et complexité, avec l’aide d’artistes venus d’Inde. La famille royale s’y rendait fréquemment. En 1928, une pierre pour la fondation d’une nouvelle église a été posée par l’Impératrice Zaouditou. Les travaux étaient lents et furent stoppés pendant l’occupation italienne de 1936 à 1941. C’est en 1942 que la cathédrale est achevée après le retour de l’empereur Hailé Sélassié Ier de son exil. L’église commémore donc également la libération du pays après cinq années d’occupation, un cimetière contient des tombes de personnes ayant combattu les Italiens, aussi bien à l’intérieur du pays qu’en exil. Seuls les membres du haut clergé sont autorisés à être enterrés à l’intérieur de la cathédrale, néanmoins l’empereur Hailé Sélassié Ier a fait construire un mausolée pour sa famille à l’intérieur de la crypte. Une chapelle spéciale, dans le transept nord, abrite les tombes de l’empereur Hailé Sélassié et de sa femme la reine des reines Menen.
Le cimetière juste devant la cathédrale est réservé à des personnalités ayant reçu des titres honorifiques de l’église, il faut une permission spéciale du patriarcat. Pour l’instant, seuls l’Abouna Tekle Haymanot, Son Altesse Ras Imru Hailé Sélassié (régent de l’Éthiopie durant l’Occupation), Sylvia Pankhurst et le lieutenant général Merid Mengesha ont leur tombe dans cet espace. On peut également trouver un monument en mémoire de l’Aboune Michael, exécuté par les Italiens. Au nord et au sud de la cathédrale, des tombes contiennent les restes des victimes des massacres de 1936, à la suite de l’attentat manqué contre Graziani. Au sud, un mémorial est ouvert au public et un mausolée abrite les dépouilles des 60 officiels du gouvernement impérial qui furent assassinés par le Derg en 1974.